# Kiesen

Photo aérienne prise à 500 m par Walter Mittelholzer (1922)

Kiesen est une commune suisse du canton de Berne, située dans l'arrondissement administratif de Berne-Mittelland.

## Château
Le Château de Kiesen, construit sous sa forme actuelle au milieu du XVIIIe siècle, sur un site où déjà vers 1670 une gravure présente un « nouveau château » à côté d’une plus ancienne demeure patricienne, apparemment bâtie sur le site d’un siège domaniale du Moyen Âge.